# Liste der Bodendenkmäler in Schönsee
Auf dieser Seite sind die Bodendenkmäler in der Oberpfälzer Stadt Schönsee zusammengestellt. Diese Tabelle ist eine Teilliste der Liste der Bodendenkmäler in Bayern. Grundlage ist die Bayerische Denkmalliste, die auf Basis des Bayerischen Denkmalschutzgesetzes vom 1. Oktober 1973 erstmals erstellt wurde und seither durch das Bayerische Landesamt für Denkmalpflege geführt wird. Die folgenden Angaben ersetzen nicht die rechtsverbindliche Auskunft der Denkmalschutzbehörde.

## Bodendenkmäler der Gemeinde Schönsee

### Bodendenkmäler in der Gemarkung Dietersdorf
| Lage                   | Objekt | Akten-Nr.     | Bild |
| ---------------------- | --- | ------------- | ---- |
| Dietersdorf (Standort) | Archäologische Befunde der frühen Neuzeit im Bereich des ehemaligen Hammerschlosses von Dietersberg, darunter die Spuren von Vorgängerbauten bzw. älterer Bauphasen und des spätmittelalterlichen bis frühneuzeitlichen Eisenhammers. | D-3-6441-0018 |      |

### Bodendenkmäler in der Gemarkung Gaisthal
| Lage                | Objekt | Akten-Nr.     | Bild |
| ------------------- | --- | ------------- | ---- |
| Gaisthal (Standort) | Archäologische Befunde des Mittelalters und der frühen Neuzeit im Bereich der Katholischen Expositurkirche St. Laurentius in Gaisthal, darunter die Spuren von Vorgängerbauten bzw. älteren Bauphasen. Siehe auch: St. Laurentius (Gaisthal) | D-3-6541-0045 |      |

### Bodendenkmäler in der Gemarkung Pirkhof
| Lage               | Objekt | Akten-Nr.     | Bild |
| ------------------ | --- | ------------- | ---- |
| Pirkhof (Standort) | Archäologische Befunde im Bereich des ehemaligen Hammerschlosses Muggenthal, darunter die Spuren des spätmittelalterlichen und frühneuzeitlichen Eisenhammers mit zugehörigem Adelssitz. Siehe: Herrensitz Muggenthal. | D-3-6541-0043 |      |
| Pirkhof (Standort) | Wüstung Rosenhof. | D-3-6541-0047 |      |

### Bodendenkmäler in der Gemarkung Schönsee
| Lage                | Objekt | Akten-Nr.     | Bild |
| ------------------- | --- | ------------- | ---- |
| Schönsee (Standort) | Archäologische Befunde und Funde des Mittelalters und der frühen Neuzeit im Bereich der Katholischen Pfarrkirche St. Wenzeslaus, untertägige Befunde und Funde eines abgegangenen mittelalterlichen und frühneuzeitlichen Adelssitzes in Schönsee. Siehe auch: St. Wenzeslaus (Schönsee) | D-3-6441-0013 |      |
| Schönsee (Standort) | Archäologische Befunde und Funde des Mittelalters und der frühen Neuzeit im historischen Stadtkern von Schönsee. | D-3-6441-0015 |      |

### Bodendenkmäler in der Gemarkung Weiding
| Lage               | Objekt                                             | Akten-Nr.     | Bild |
| ------------------ | -------------------------------------------------- | ------------- | ---- |
| Weiding (Standort) | Wüstung der Mühle und Glasschleife Unterrosenthal. | D-3-6541-0041 |      |
| Weiding (Standort) | Wüstung der Mühle und Glasschleife Oberrosenthal.  | D-3-6541-0042 |      |